# Musée océanographique de Bizerte
Le musée océanographique de Bizerte est un musée situé à Bizerte en Tunisie.

## Bâtiment
Le musée se trouve au sein du fort Sidi El Henni, construit à partir du XIIIe siècle à l'entrée du vieux port de Bizerte.

## Collections
Le musée abrite un aquarium, des photographies anciennes, des images aquatiques ainsi que diverses documentations.